# Hamodes pendleburyi
Hamodes pendleburyi là một loài bướm đêm trong họ Noctuidae.